# تظاهرات ۱۳ آبان ۱۳۸۸ هواداران جنبش سبز
تظاهرات ۱۳ آبان در ایران (۱۳۸۸)، تظاهراتی بود که در ۱۳ آبان ۱۳۸۸ در نقاط مختلف ایران صورت گرفت. مخالفان دولت احمدی‌نژاد که در این تظاهرات شرکت کرده‌بودند، با برخود شدید نیروهای امنیتی مواجه شدند و نیروهای امنیتی با باتوم و گاز اشک‌آور به تظاهرات‌کنندگان هجوم بردند. معترضان شعارهای علیه دیکتاتوری و روسیه سر دادند. این تظاهرات اعتراضی هم‌زمان با راهپیمایی و تجمع رسمی سالگرد تسخیر سفارت آمریکا برگزار می‌شد. این تظاهرات از آن رو اهمیت داشت که با وجود گذشت نزدیک به پنج ماه از اعلام نتایج انتخابات همچنان مردم در این تظاهرات شرکت کردند.

## پیش‌زمینه
در حالی که محمود احمدی‌نژاد در سال ۱۳۵۸ در واکنش به پیشنهاد تسخیر سفارت آمریکا با این اقدام مخالفت کرده‌بود و می‌گفت «اگر بنا به تسخیر است، سفارت شوروی واجب‌تر است»، روزنامه‌های حامی دولت مدعی بودند که مخالفان احمدی‌نژاد به دنبال تجمع مقابل سفارت روسیه در روز ۱۳ آبان هستند؛ هرچند هیچ منبع رسمی از مخالفان دولت آن را تأیید نکرد.
از سوی دیگر چهره‌هایی چون محسن میردامادی و محسن امین‌زاده، از عناصر فعال و از رهبران دانشجویان در تسخیر سفارت آمریکا از ۴ ماه پیش از تظاهرات ۱۳ آبان در بازداشت به سر می‌بردند و سید محمد موسوی خوئینی‌ها، رابط دانشجویان مسلمان پیرو خط امام با سید روح‌الله خمینی، متهم به دست داشتن در کودتای مخملی گشته بود و با اتهامات سنگینی همچون جاسوسی برای سازمان اطلاعات شوروی و توطئه علیه رهبری نظام مواجه‌است.
به رغم در بند بودن این افراد، میرحسین موسوی در بیانیهٔ خود تأکید کرده بود این که «حرکت مردم بر اثر بازداشته شدن همراهی از همراهی» خاموش نشود، نشانه‌ای از ریشه‌های انقلابی است که «ما با اتکای این ریشه‌ها سبز شده‌ایم.»
همچنین میرحسین موسوی در دیدار با مهدی کروبی در تاریخ ۱۹ مهر، با اشاره به وقایع روی داده پس از انتخابات به اتفاقی که در ۱۳ آبان ۱۳۵۸ رخ داد اشاره کرد و یادآور شد: «کسانی که آن حماسه را آفریدند، امروز در گوشه‌های زندان هستند و این طنز تلخی است که این روزها متأسفانه رخ داده‌است.»
در همین راستا در تاریخ ۲ آبان، معصومه ابتکار در وبلاگ خود نوشت: «دیشب در اخبار دیدم که فریده ماشینی در میان دستگیرشدگان مراسم دعای کمیل است. در میان این اسامی نام الهه مجردی نیز به چشمم خورد. فریده و الهه هر دو از فعالین دانشجویان مسلمان پیرو خط امام بودند. نمی‌دانم چرا هر چه به ۱۳ آبان نزدیک تر می‌شویم، خود به خود سوژه برای پرداختن به این روز، پدیدآورندگان آن و روزگار آن روز و امروزشان، بهانه‌های بیشتری می‌یابد؟» عطاءالله مهاجرانی نیز گفت «دانشجویانی که نقش درجه اول در سازماندهی سیزدهم آبان ماه داشتند، مدت‌هاست در زندانند. محسن میردامادی و محسن امین زاده نمادهای دانشجویان مسلمان خط امامند که امروزه به جرم آزادیخواهی و استقامت در راه استیفای حقوق ملت ایران در زندانند. سال‌ها پیش اتفاقاً عباس عبدی را هم درست در روز سیزدهم آبان ماه دستگیر کردند، تا دستگیری اش نشانه‌ای باشد، که به رغم غوغاها در پس پرده نوای دیگری ساز شده ست.»

### دعوت رهبران و حامیان جنبش سبز برای حضور
- میرحسین موسوی: میرحسین موسوی، از رهبران جنبش سبز، در بیانیهٔ شمارهٔ ۱۴ خود به تاریخ ۹ آبان مردم را به حضور در تظاهرات ۱۳ آبان دعوت کرد. او در این بیانیه آورده بود: «آنک سیزدهم آبان، این سبزترین روز سال دوباره از راه می‌رسد. آیا امروز قابل تصور است که حرکت مردم بر اثر بازداشته شدن همراهی از همراهی خاموش شود؟ اگر این‌گونه باشد دستاوردهای چهل و پنج سال تاریخ معاصر خود را از دست داده‌ایم، و اگر چنین نباشد این نشانه‌ای از ریشه‌های انقلابی ماست.» وی این بیانیه را با این جملات به پایان برد: «سیزدهم آبان میعادی است تا از نو به یاد آوریم که در میان ما مردم رهبرانند. این روز عزیز را به ملت ایران تبریک می‌گویم و برای گروهی از آفرینندگان این مناسبت که اینک در بندند و دیگر اسیران نهضت سبز از خداوند آزادی، شکیبایی و پاداشی متناسب با نیت‌های بلندشان آرزو می‌کنم.»[۱۲]
- آیت‌الله العظمی یوسف صانعی: یوسف صانعی، از مراجع تقلید شیعه در تاریخ ۱۰ آبان با دعوت مردم برای حضور در تظاهرات ۱۳ آبان، بیان داشت که «استکبار خارجی و استبداد داخلی در دستیابی به منافع خود پرمنفعت‌ترین راه را به دست آورده‌است، اما قدرت‌های استکباری و استبدادی باید بدانند ملت با پایداری خود و گرامی‌داشت چنین روزهایی نقشه‌های شوم پشت پرده و آشکاری که بر خلاف منافع و حقوق مردم ایران کشیده شده و می‌شود را خنثی و عقیم نموده و به خودشان بازمی‌گرداند.»[۱۳][۱۴]

### دعوت و عملکرد احزاب و تشکل‌های سیاسی

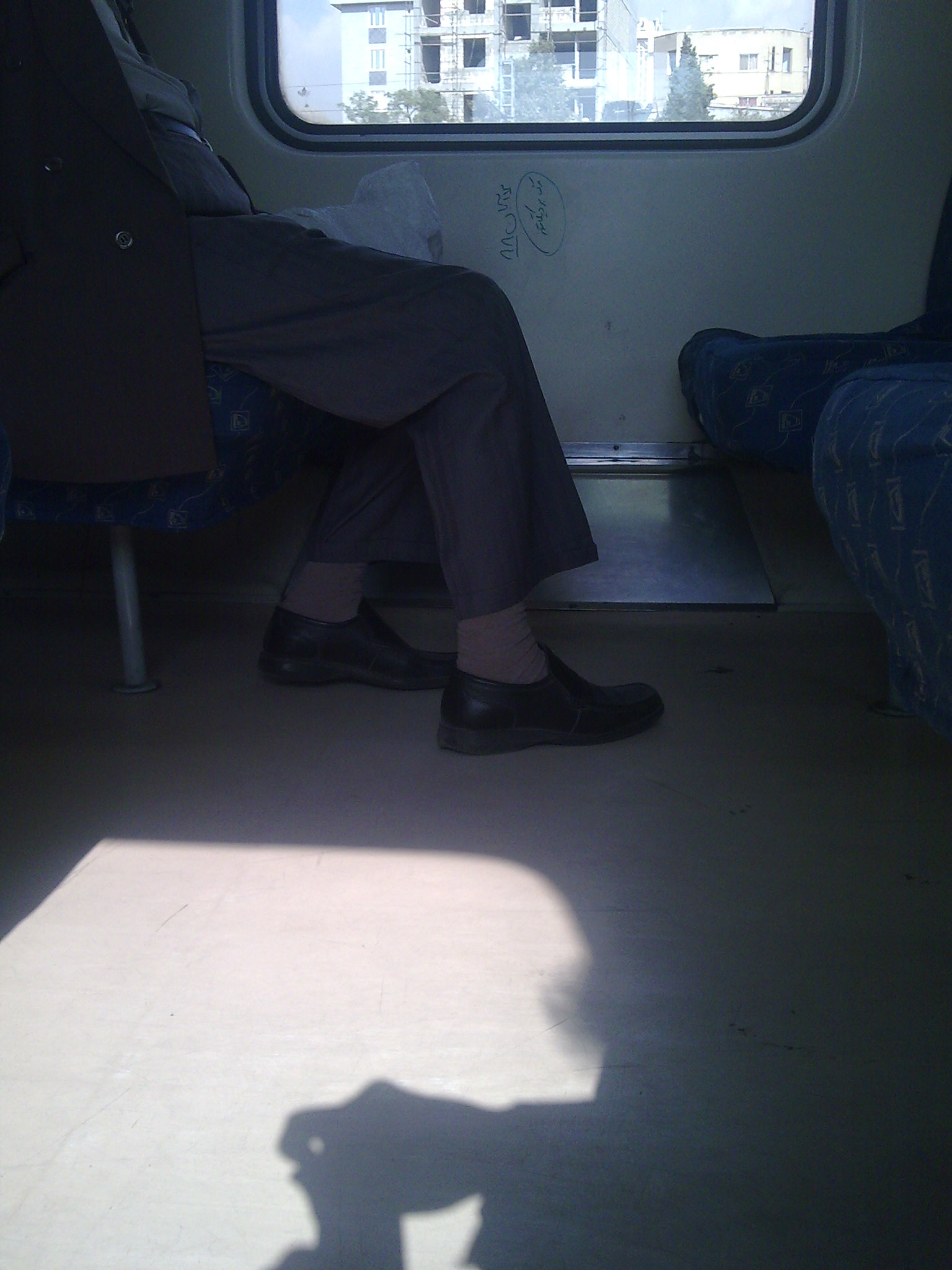
شعارنویسی روی بدنهٔ مترو تهران برای دعوت به تظاهرات ۱۳ آبان

- درخواست مجوز توسط انجمن اسلامی مدرسان: انجمن اسلامی مدرسین دانشگاه‌ها برای برگزاری راهپیمایی در روز ۱۳ آبان از استانداری تهران درخواست مجوز کرد. علی‌محمد حاضری، دبیرکل این انجمن در گفتگو با حیات‌نو ضمن تأیید این مطلب گفت: «پیش‌بینی می‌شود بعضی تشکل‌های اصلاح‌طلب نیز درخواست‌هایی در این زمینه بدهند.»[۱۵]
- بیانیه سازمان جوانان و دانشجویان مجمع نیروهای خط امام: سازمان جوانان و دانشجویان مجمع نیروهای خط در آستانه ۱۳ آبان با صدور بیانیه‌ای مردم را به حضور در راهپیمایی این روز دعوت کرد. در بخشی از این بیانیه آمده‌است: «روز سیزده آبان ماه که یادآور مجاهدتهای ضد استبدادی و ضد استعماری ملت ستم ستیز ایران به رهبری امام راحل قدس سره الشریف است در سال جدید و در پی حوادث بعد از انتخابات و مذاکرات ژنو، روز نگرانی ملت ایران نسبت به دستاوردهای ۴۵ سال مبارزات ضد استبدادی و استعماری به‌شمار می‌آید. البته نمادهای سبز جوانان مجمع نیروهای خط امام (ره) در ۱۳ آبان ماه امسال، معنا و مفهوم دیگری نیز خواهد داشت و آن تجدید میثاق با روح بلند و ملکوتی امام راحل (ره) و بزرگداشت شهدای دانش آموز (سال ۵۷) و نیز همدردی و تسلای خاطر به بازماندگان شهیدان راه سبز امید.»[۱۶]
- بیانیهٔ شورای هماهنگی جبهه اصلاحات: شورای هماهنگی جبهه اصلاحات با صدور بیانیه‌ای در تاریخ ۹ آبان ضمن ابراز تاسف از هتک حیثیت مهدی کروبی و علیرضا بهشتی در نمایشگاه مطبوعات در آستانهٔ سالروز ۱۳ آبان خواستار بزرگداشت این روز از سوی مردم شد. در بخشی از این بیانیه آمده‌است: «ما ضمن گرامیداشت یاد و خاطره امام عظیم‌الشان (ره)، شهدای دانش‌آموز و دانشجویان پیرو خط امام به ویژه آن دسته از ایشان که این‌روزها به ناحق در بازداشت بسر می‌برند از آحاد مردم می‌خواهیم تا این روز بزرگ را گرامی بدارند.»[۱۷]
- بیانیهٔ شاخهٔ دانشجویی جبهه مشارکت: در بخشی از این بیانیه، آمده‌است: «در این شرایط، اما ۱۳ آبان امسال رنگ دیگری دارد، چرا که بزرگمردان و حماسه‌آفرینان این روز هر یک به نوعی به جفایی ناعادلانه گرفتار آمده‌اند و کشور عرصهٔ یکه‌تازی کسانی شده‌است که مشروعیت خویش را جز در نفی اصول و ارزش‌های بنیادین انقلاب و حیات خویش را جز با تخریب و توهین به برخی از یاران و پیروان صدیق امام راحل و حماسه‌آفرینان انقلاب اول و دوم نمی‌جویند.»[۱۸]
- بیانیهٔ مجمع روحانیون مبارز: اعضای مجمع روحانیون مبارز در جلسه‌ای به تاریخ ۵ آبان ۱۳۸۸ در آستانهٔ روز جهانی مبارزه با استکبار سیزدهم آبان، ضمن بزرگداشت یاد شهیدان دانش‌آموز که قربانی خشونت و درنده خویی رژیم گذشته قرار گرفتند بر «شعارهای اصلی این روز که مورد تأیید امام بوده» تأکید کردند و اظهار داشتند که تصرف سفارت آمریکا در واقع اعتراضی بود به دخالت مستمر آمریکا در امور داخلی ایران و حمایت از رژیم سرکوب‌گر و استبدادی شاه که با انقلاب اسلامی که مدنی‌ترین جنبش معاصر بود سرنگون شد، از آن پس نیز ملت و نظام ایران همواره مورد تعرض و فشار از سوی قدرت‌های بزرگ بوده‌است. در پایان اعضای این مجمع با تأکید بر اینکه سیزده آبان را گرامی می‌داریم، «سربلندی ملت رشید ایران را از خداوند» خواستار شدند و تأکید کردند که ضمن محکوم کردن هر گونه خشونت از حقوق ملت دفاع خواهند کرد.[۱۹]
- بیانیهٔ سازمان مجاهدین انقلاب اسلامی ایران: در آستانهٔ ۱۳ آبان سازمان مجاهدین انقلاب اسلامی ایران با انتشار بیانیه‌ای نگاه جنبش سبز ملت ایران به ۱۳ آبان را نگاهی ملی و عصری دانست و دیدگاه‌های خود را در بحث مبارزه با آمریکا اعلام کرد. در این بیانیه آمده‌است: «اصلاح طلبان هم‌چنین معتقدند اگر به واقع اصل در روابط خارجی، منافع و مصالح ملی است، دولتی می‌تواند از عهده این مسئولیت و تکلیف برآید که متکی به حمایت مردم و برخوردار از مشروعیت ملی باشد… امام خمینی اتکا به پشتوانه و مشروعیت ملی را عامل استواری و صلابت در روابط خارجی می‌دید و مغازله با بیگانگان در خارج و سردادن شعارهای انقلابی ضد بیگانه در داخل را نمی‌پسندید و بی صداقتی با مردم و نامحرم دانستن ملت در نتایج گفتگو با بیگانگان را برنمی‌تابید.»[۲۰] همچنین در آستانه سالروز ۱۳ آبان، این سازمان با صدور اطلاعیه‌ای نسبت به لزوم هوشیاری طرفداران جنبش اصلاح طلبانهٔ ملت ایران در خصوص توطئه ایجاد خشونت و تعرض نسبت به سفارتخانه‌های خارجی هشدار داد.[۲۱]

### هشدار و واکنش مسئولان و نهادها
- احمد جنتی، دبیر شورای نگهبان و از پرنفوذترین روحانیان حامی دولت احمدی‌نژاد، در تاریخ ۲۴ مهر در خطبه‌های نماز جمعه نسبت به احتمال حضور مخالفان دولت و حامیان جنبش اعتراضی موسوم به «جنبش سبز» در راهپیمایی روز ۱۳ آبان هشدار داد.[۲۲] وی از احتمال حضور معترضین به انتخابات در راهپیمایی روز ۱۳ آبان، ابراز نگرانی کرد و و خواستار شدت عمل با معترضان به نتیجه انتخابات اخیر شد. احمد جنتی افزود: «کسانی که مهره دست دیگران هستند و نقشه‌هایشان در مراسمی مانند روز قدس خنثی شد، در این مراسم نیز بی نقشه نیستند هرچند می‌دانند این بار هم نقشه‌هایشان نقش برآب خواهد شد.» دبیر شورای نگهبان همچنین با اشاره به اعتراضات مردمی پس از کودتا گفت: «با اغتشاشگران و کسانی که بدترین دشمنی را انجام داده‌اند و باعث ناراحتی علاقه‌مندان به جمهوری اسلامی ایران در دنیا شده‌اند، نمی‌توان با رأفت اسلامی برخورد کرد.»[۲۳]
- سردار علی فضلی، فرمانده سپاه سیدالشهدای استان تهران در تاریخ ۵ آبان با اشاره به راهپیمایی روز ۱۳ آبان گفت که «کانون فتنه» اعلام کرده در روز ۱۳ آبان «شیطنت‌هایی» را خواهد داشت و باید در این زمینه «هوشیار» باشیم. به گزارش خبرگزاری فارس، سردار علی فضلی این مطلب را در «جلسه یادواره کشوری شهید فهمیده» عنوان کرد و افزود: «اگر مراقب نباشیم، در آینده مشکلات جدی‌تری را خواهیم داشت.»[۲۴][۲۵]
- محمدتقی رهبر در تاریخ ۲۹ مهر شکایت یکصد نمایندهٔ مجلس از میرحسین موسوی را در راستای «بحران آفرینی‌های او» دانست و گفت: «اکنون که می‌بینیم آقایان هم روز قدس رفتارهای ساختارشکنانه انجام داده‌اند و هم برای ۱۳ آبان برنامه دارند، دیگر مماشات کردن با آن‌ها به صلاح نیست و باید قاطعانه جلوی قانون شکنان ایستاد.» رئیس فراکسیون روحانیون مجلس در گفتگو با «شبکه ایران» افزود: «شکایت از آقای موسوی دو ماه پیش توسط حقوقدان‌های مجلس تنظیم شد، اما به دلیل آنکه تصور می‌شد ایشان دست از رفتارهای بحران آفرین خود بردارند و از اغتشاشگران برائت جویی کنند مسکوت ماند.» وی گفت: «بعد از آنکه به یقین رسیدیم آقایان نمی‌خواهند دست از فتنه‌گری‌های خود بردارند و همچنین آشوب طلبان را نیز محکوم نکردند، شکایت یکصد نفر از نمایندگان مجلس که قطعاً تعداد آن به دلیل عدم حضور برخی نمایندگان در زمان جمع‌آوری امضا بیش از این خواهد بود، تقدیم قوه قضائیه شد.»[۲۶]
- اسماعیل احمدی مقدم، فرماندهٔ نیروی انتظامی، که پیش از این قبل از روز قدس و قبل از شهرآورد تهران، احتمال تحرک سبزها را در این روزها منتفی دانسته بود، با تکرار همان صحبت‌های گذشته در مورد روز سیزده آبان گفت «فکر نمی‌کنم اتفاق خاصی بیفتد و ما نباید خیلی نگران باشیم. روز قدس هم گفتم اتفاقی نخواهد افتاد که اتفاقی هم نیفتاد، نباید خیلی نگران باشیم».[۲۷]
- علیرضا ملکیان، معاون مطبوعاتی وزیر ارشاد، در نامه‌ای به تاریخ ۳۰ مهر که مُهرهای «خیلی محرمانه» و «فوری» بر آن نمایان است، با هدف ایجاد خفقان رسانه‌ای و با ترس از حضور گستردهٔ حامیان جنبش سبز در خیابان‌ها در روز ۱۳ آبان، با صدور دستوری برای تمامی رسانه‌ها از روزنامه‌ها گرفته تا خبرگزاری‌ها و سایت‌های خبری، آنان را به سانسور اخبار مربوط به ۱۳ آبان دعوت کرد. وی با اشاره به نزدیک شدن به روز ۱۳ آبان و آماده شدن حامیان جنبش سبز برای حضور در این راهپیمایی عمومی از حامیان جنبش سبز با عنوان «تحرک گروه‌های مخالف نظام در آستانه روز ۱۳ آبان» یاد کرد و آن را با هدف «منحرف نمودن افکار عمومی از مراسم روز ملی مبارزه با استکبار جهانی» دانست و عنوان کرد: «احتمالاً برخی جریان‌های سیاسی داخلی نیز در ادامه مسائل پس از انتخابات ریاست جمهوری قصد بهره‌برداری سیاسی و برهم زدن آرامش جامعه را از این روز داشته باشند.»[۲۸]
- سردار حمدصالح جوکار، رئیس سازمان بسیج دانش‌آموزی و فرهنگیان، در تاریخ ۵ آبان در نشستی مطبوعاتی که به منظور تشریح برنامه‌های آن سازمان در هفته بسیج برگزار شده‌بود، در واکنش نسبت به تجمعات احتمالی در روز ۱۳ آبان اظهار داشت: «در خصوص تجمع عده‌ای فریب خورده که قصد دارند از این فضاها و ایام‌الله سوءاستفاده کنند و جنگ روانی دشمن نیز در این رابطه مدتی است شروع شده تدابیری اندیشیده شده‌است.»[۲۹]
- نیروی انتظامی تهران بزرگ در تاریخ ۱۱ آبان با اعلام اینکه تنها تجمع اعلام شده از سوی شورای هماهنگی تبلیغات اسلامی، در مقابل لانه جاسوسی آمریکا در روز ۱۳ آبان داری مجوز قانونی است، هشدار داد که با تجمع‌های غیرقانونی برخورد می‌کند. در این اطلاعیه، فرماندهی انتظامی تهران بزرگ اعلام کرد «هرگونه تجمع و راهپیمایی غیر از آن ممنوع است و نیروی انتظامی با افراد و گروه‌هایی که قصد ایجاد ناآرامی و بی‌نظمی و رفتار غیرقانونی داشته باشند، براساس وظیفه قانونی خود با قاطعیت برخورد می‌کند.»[۳۰] و بیان شد که «هرگونه تجمع و راهپیمایی جز در مقابل لانه جاسوسی ممنوع است و پلیس تنها با افرادی که مقابل لانه جاسوسی حاضر شوند، برخورد نمی‌کند.»[۳۱]
- روح‌الله حسینیان، رئیس فراکسیون «انقلاب اسلامی» در مجلس شورای اسلامی در تاریخ ۲۹ مهر به خبرگزاری رسمی دولت ایران گفت: «برای راهپیمایی روز قدس هم تمام رادیوهای خارجی و ضدانقلاب و رسانه‌های داخلی همسو با این جریان تلاش خود را به کار بردند، اما نتوانستند بیش از چند هزار نفر را جمع کنند و این افراد در مقابل سیل جمعیت حزب‌اللهی به حساب نیامدند.» او گفت: «من خوشحال می‌شوم که این جریان روز ۱۳ آبان هم به میدان بیاید و در مقابل جریان انقلابی که امام آن را انقلاب دوم نامید شعار سر دهد تا معلوم شود که چه کسانی دنبال آشوب هستند.» این در حالی بود که میلیون‌ها نفر از معترضان در تظاهرات روز قدس حاضر شده بودند.[۲۲]
- دادسرای عمومی و انقلاب تهران اطلاعیه‌ای را در تاریخ ۱۱ آبان صادر کرد و متذکر شد که مأموران انتظامی موظف به شناسایی «اخلالگران روز ۱۳ آبان» هستند. در اطلاعیهٔ دادسرای عمومی و انقلاب تهران که روز دوشنبه (۱۱ آبان) منتشر شده از شرکت‌کنندگان در راهپیمایی روز ۱۳ آبان خواسته شده‌است «مراقب طرح شعارهای انحرافی» باشند. در این اطلاعیه همچنین آمده‌است که مأموران انتظامی موظف به اقدام قانونی برای معرفی کسانی که در این روز «در نظم عمومی اختلال ایجاد می‌کنند» هستند.[۳۲][۳۳]
- احمدرضا رادان، جانشین فرمانده نیروی انتظامی هم روز دوشنبه با هشدار به برگزاری تجمعات غیرقانونی اظهار داشت «تجمعات غیرقانونی برای پلیس غیرقابل تحمل است و با تجمع کنندگان برخورد قانونی خواهد شد.» او گفت رسماً اعلام می‌کنیم «کسانی که قصد تجمع غیرقانونی دارند و افرادی که مردم و جوانان را با فریب، دعوت و تشویق به تجمع غیرقانونی کنند باید پاسخگوی اعمال‌شان باشند.»[۳۴]
- احمد خاتمی، امام جمعه موقت تهران با ابراز نگرانی از حضور پرشور سبزها در راهپیمایی ۱۳ آبان ۱۳۸۸ بیان داشت: «هرگونه شعار و حرکت تفرقه افکنانه در روز ۱۳ آبان خدمت به استکبار جهانی و دولت ایران ستیز آمریکاست.» وی که با خبرگزاری فارس سخن می‌گفت، افزود: «کسانی که در پی خدمت به انقلاب اسلامی هستند، از مناسبت‌های ویژه مانند ۱۳ آبان به عنوان فرصتی برای نمایش وحدت استفاده کرده و آن را سکویی برای نمایش قدرت مردمی نظام اسلامی می‌دانند.»[۳۵]
- سردار علیرضا علیپور، رئیس پلیس امنیت تهران بزرگ، در رابطه با مراسم ۱۳ آبان گفت: «با کسانی که بخواهند مسیر برنامه‌های روز ۱۳ آبان را منحرف کنند برخورد می‌شود.» وی در نشست خبری به خبرنگاران گفت «اگر اقدامی خارج از حیطه مراسم ۱۳ آبان بشود، این افراد مخلان نظم هستند و افرادی که بخواهند مراسم را تحت تأثیر مسائل انحرافی قرار دهند و مراسم را دچار بی‌نظمی کنند، با این بی‌نظمی برخورد می‌شود.» رئیس پلیس امنیت تهران بزرگ در پاسخ به پرسش دیگر ایلنا در رابطه با حضور یگان‌های دیگر همچون بسیج و دیگر بخش‌ها برای تأمین امنیت ۱۳ آبان گفت: «ما مأموریت خودمان را انجام می‌دهیم و ممکن است بخش‌های دیگر هم آمادگی خودشان را داشته باشند.»[۳۶]
- سپاه پاسداران در تاریخ ۱۱ آبان طی بیانیه‌ای نگرانی خود از حضور سبزها در این راهپیمایی را ابراز داشت. سپاه پاسداران، در این بیانیه تصریح کرد که ملت ایران به هیچ جریانی اجازه نخواهد داد با طرح شعارها و مسایل انحرافی و دروغین به اراده راسخ و عزم پولادین آنان خدشه‌ای وارد سازد.[۳۷]

### دیگر تهدیدها و طرح‌ها
- دستگیری شرکت‌کنندگان مراسم دعای کمیل: در تاریخ ۳۰ مهر مأموران به اتهام «برنامه‌ریزی توطئه برای سیزده آبان» به مراسم دعای کمیل که برای آزادی شهاب‌الدین طباطبایی برگزار شده بود، حمله کردند و ده‌ها نفر از شرکت‌کنندگان در این مراسم را دستگیر کردند. فخرالسادات محتشمی‌پور گفت: «گفته شده‌است که این دستگیری‌ها به دستور و با حکم دادستان بوده و اعلام کردند که این جلسه دعای کمیل نبوده بلکه جلسه‌ای برای برنامه‌ریزی توطئه برای سیزده آبان بوده‌است. نکته جالب اینجاست که هنگامی مأموران به این مراسم دعا حمله کردند که چراغ‌ها خاموش بوده و دعا به نقطه اوج خود رسیده بود و با ذکر یا غیاث المستغیثین، حاضران در حال بیان حاجات خود و ویژه دعا برای آزادی زندانیان سیاسی بودند.» او گفت «در میان دستگیرشدگان، خانم برادر آقای رمضان‌زاده، همسر آقای میهمنی و دخترشان، پسر آقای شیرکوند و ریحانه طارمی برادرزاده آقای حسین طارمی که در دفتر رهبری مشغول به فعالیت هستند حضور دارند.» وی همچنین گفت «بر اساس اخبار رسیده به ما متأسفانه بی‌حرمتی و هتک حرمت زیادی نسبت به حاضران و بخصوص همسران آقایان میردامادی و رمضان‌زاده انجام شده و جای تاسف بسیار است که شاهدیم در یک مراسم دعا مردم عادی، فعالان سیاسی، همسران شهدا و جانبازان و ایثارگران و حتی معلمان قرآن همانند خانم زهرا مجردی و فریده ماشینی که از پژوهشگران قرآنی هستند را بدین صورت دستگیر می‌کنند.»[۳۸]
- تهدید پیامکی شهروندان: از صبح ۱۲ آبان عده زیادی از شهروندان به‌طور کاملاً تصادفی پیامی را از طریق پیامک بر موبایل‌هایشان دریافت کردند که حاوی تهدیدی جدی در مورد شرکت در مراسم ۱۳ آبان بود. چنین پیامک‌هایی در تهران، مشهد و کرمانشاه گزارش شد.[۳۹][۴۰] متن این پیام چنین بود:[۴۱]

شهروند محترم. طبق اطلاع واصله، جنابعالی تحت تأثیر تبلیغات ضدامنیتی رسانه‌های وابسته به بیگانگان قرار گرفته‌اید، در صورت حضور در هرگونه تجمع غیرقانونی و ارتباط با رسانه‌های خارج از کشور برابر مواد ۴۸۹، ۴۹۹، ۵۰۰، ۵۰۸، ۵۱۴، ۶۰۹، ۶۱۰ و ۶۹۸ قانون مجازات اسلامی شناخته می‌شوید و با شما برخورد قانونی خواهد شد.
- رفع فیلتر برخی سایت‌ها به منظور شناسایی: از تاریخ ۱۱ آبان برخی از سایت‌های آپلود فیلم همچون یوتیوب در ایران رفع فیلتر شدند. به نوشتهٔ سایت موج سبز آزادی هدف از این کار را شناسایی آپلودکنندگان فیلم‌های تجمعات ذکر کرده‌بود و نوشت: «این حرکت مشکوک تنها به یک هدف صورت گرفته باشد و آن چیزی نیست جز شناسایی کاربران اینترنتی که اقدام به آپلود نمودن فیلم بر روی این وبسایت‌ها می‌نمایند.» و در ادامه راهکار خنثی کردن این حربه را استفاده از آنتی‌فیلترها معرفی کرده‌بود.[۴۲]

### ندای الله اکبر در شامگاه ۱۲ آبان
در شامگاه ۱۲ آبان، مردم ایران با سر دادن نوای «الله‌اکبر» و شعار «یاحسین میرحسین» بر پشت‌بام خانه‌های خویش به استقبال روز ۱۳ آبان رفتند. صدای الله‌اکبر در گوشه‌کنار تهران و دیگر شهرستان‌های ایران شنیده می‌شد.
به گفتهٔ شاهدان عینی چنین استقبالی از شعار الله‌اکبر در شیراز پس از انتخابات تا این شب بی‌سابقه بوده‌است. همچنین علی‌رغم فضای امنیتی در مشهد، نوای الله‌اکبر مردم در گوشه‌کنار شهر شنیده می‌شد. در تهران با تجمع مردم در میدان ولیعصر به صورت دسته‌جمعی این شعار را سر دادند.

### بازداشت شبانه فعالان سیاسی هم‌زمان با ۱۳ آبان
ساعت ۲ بامداد ۱۳ آبان مأموران امنیتی با حکم دادستانی تهران به خانه محسن عموزاده خلیلی از اعضای ستاد جوانان ۸۸ حامی خاتمی و موسوی حمله نموده و ضمن بازداشت وی، به مدت دو ساعت به تفتیش خانه پرداختند. به نوشتهٔ سایت موج آزادی «به گفتهٔ یک منبع آگاه در حکم دادستانی اسامی بیش از بیست نفر از فعالان سیاسی و مدنی وجود داشته و تاریخ صدور حکم بازداشت‌ها نیز ۱ آبان ۱۳۸۸ بوده‌است.» در همین حال در شب پیش از ۱۳ آبان، حسن اسدی زید آبادی، محمد صادقی و کوهزاد اسماعیلی از اعضای سازمان ادوار دفتر تحکیم وحدت نیز بازداشت شدند.از دیگر بازداشت شدگان می‌توان به امین وطانی فعال دانشجویی دانشگاه شریف و پویا شریفی مسئول نشریات دانشجویی ستاد مهندس موسوی اشاره کرد.

## تظاهرات مردمی
هواداران جنبش اعتراضی ایران که مجوز گردهمایی مستقل به آن‌ها داده نمی‌شود، استفاده از مناسبت‌ها و تظاهرات رسمی را برای حضور در خیابان‌ها و اعلام نظراتشان به عنوان یک تاکتیک انتخاب کرده‌بود.

### در تهران
خیابان‌های منتهی به سفارت توسط نیروهای انتظامی و نیروهای لباس شخصی مسدود شد و از حرکت گروه‌های مردم جلوگیری به عمل آمد. در هنگام پخش مستقیم مراسم نیز صدای شعار مرگ بر دیکتاتور از تلویزیون به گوش می‌رسید.
به گزارش خبرگزاری‌ها هواداران دولت که به صورت سازمان یافته و به وسیلهٔ اتوبوس به محل برگزاری راهپیمایی در مقابل ساختمان سفارت سابق آمریکا آمده بودند برخی شعارهای سنتی ازجمله «مرگ بر آمریکا»، «مرگ بر انگلیس» و همچنین «مرگ بر اسرئیل» سردادند و به سخنرانی غلام علی حداد عادل نماینده محافظه کار و رئیس سابق پارلمان گوش دادند.
در همین حال مخالفان دولت که درخواست‌های سابق آن‌ها برای برگزاری راهپیمایی‌ها و تجمعات اعتراضی با مخالفت روبرو شده از فرصت برگزاری این راهپیمایی دولتی استفاده کردند و درخیابان‌های تهران وچند شهر دیگر حضور پیدا کردند.
بر اساس گزارش خبرگزاری‌ها نیروهای امنیتی با حضور گسترده در نقاط مختلف شهر تهران با مخالفان درگیر شدند و به سمت آنان گاز اشک‌آور شلیک کردند.
حضور گسترده معترضان درمناطقی چون هفت تیر وانقلاب اقدامات نیروهای پلیس برای متفرق کردن جمعیت را با مشکل مواجه ساخت. مسئولان دولت برای کنترل حضور معترضان در مناطق نزدیک به سفارت آمریکا چهار ایستگاه مترو را تعطیل کردند.
نیروهای امنیتی همچنین تعدادی از معترضان را دستگیر کردند و تعدادی از این افراد نیز در درگیری‌ها زخمی شدند.
تجمع دانشجویان در داخل دانشگاه تهران از ساعت ۹ صبح امروز آغاز شد. دانشگاه به محاصره یگان ضد شورش درآمد. فریاد مرگ بر روسیه مقابل سفارت سابق آمریکا شنیده می‌شد. دانشجویان از دانشگاه تهران با شعار مرگ بر دیکتاتور به سمت محل راهپیمایی حرکت می‌کردند، و فریاد یا حسین، میرحسین در خیابان انقلاب شنیده می‌شد. به گزارش آژانس ایران خبر، در ساعت ۱۲ و ۳۰ دقیقه، در جلوی درب قدس دانشگاه تهران دانشجویان را می‌زدند و دخترها به منظور جلوگیری از درگیری بیش‌تر و دستگیری، جلوی پسرها صف کشیده‌بودند.

### شعارها
اوباما اوباما یا با اونا یا با ما و همچنین باراک حسین اوباما یا با اونا یا با ما یکی از شعارهای اصلی شرکت کنندگان در راهپیمایی ۱۳ آبان ۸۸ تهران بود.

### در سایر شهرهای ایران
همزمان با تهران در سایر شهرها تظاهرات گسترده مردمی برگزار شد که به شدت سرکوب گردید. تظاهرات اعتراضی دانشجویان در برخی از دانشگاه‌های ایران نیز به خشونت منجر شد و گزارش‌ها حاکی از زخمی‌شدن شماری از دانشجویان در درگیری‌ها بود.
- رشت:[۵۳]
- اصفهان:[۵۳] مردم در سی سه پل تجمع خود را شروع کردند و به سمت دروازه دولت حرکت نمودند، نیروی انتظامی با هرگونه تجمع و ایستادن مردم در این مسیر را به شدت برخورد می‌کرد. در این روز ۳۰۰ نفر از مردم دستگیرشده و به زندان دستگرد انتقال داده شدند.
- شیراز:[۵۳]
- کرمانشاه: در حالی که تعدادی از دانش‌آموزان بسیجی با لباس بسیج و چفیه به محل تجمع مقابل آموزش و پرورش برده شده بودند، جمعیت مردم کرمانشاه که برای تظاهرات ۱۳ آبان آمده بودند با سر دادن شعارهایی چون «مرگ بر دیکتاتور»، «مرگ بر چین» و «مرگ بر روسیه» و خواندن سرود یار دبستانی جو مراسم را که تلاش شده بود به نفع حامیان دولت باشد، حفظ کردند. در تمام مسیرهای منتهی به مرکز راهپیمایی بر روی دیوارها شعارهای «مرگ بر دیکتاتور»، و «مرگ بر خامنه‌ای» نوشته شده بود و تلاش‌های نیروهای بسیجی در پوشاندن آن‌ها، بی‌نتیجه بود. همچنین در این روز در کرمانشاه تمام کلاس‌های دانشگاه‌ها تعطیل اعلام شده بود تا از هرگونه تجمع احتمالی جلوگیری شود.[۵۴]
- اهواز:[۵۳][۵۵]
- شهرکرد:[۵۳][۵۵]
- تبریز: از تبریز گزارش شده‌است که پس از این که نیروهای امنیتی با استفاده از گاز اشک‌آور و اسپری فلفل به مردم معترض حمله کردند، تعداد زیادی از آن‌ها را نیز بازداشت کردند.[۵۳][۵۶]
- قزوین:تظاهرات بزرگی در دانشگاه آزاد قزوین به یاد ۲ دانشجوی شهید این دانشگاه (اشکان سهرابی و امیر جوادی فر) شکل گرفت که در آن بیش از ۳ هزار نفر از دانشجویان این دانشگاه شرکت کردند. این تظاهرات در حالی برگزار شد که رئیس دانشگاه، بیانیه‌ای صادر کرده بود و در آن از دانشجویان تقاضا کرده بود که از تجمع‌های غیرقانونی پرهیز کنند. حضور علیرضا افشار معاون فرهنگی وزیر کشور در دانشگاه امام خمینی این شهر، نیز نیمه‌تمام ماند. وی که برای سخنرانی به مناسبت ۱۳ آبان به دانشگاه امام خمینی قزوین رفته بود با اعتراض دانشجویان معترض روبرو و پس از دقایقی سخنان خود را نیمه کاره رها و مجبور به ترک دانشگاه شد. عکس بالای این صفحه مربوط به تظاهرات در دانشگاه آزاد اسلامی قزوین در این روز می‌باشد.[۵۳][۵۵][۵۷]
- کرمان:
- مشهد: دانشجویان دانشگاه فردوسی تظاهرات اعتراض آمیزی را در صحن دانشگاه ترتیب دادند. این اعتراضات با تحریک عده‌ای که ساعتی قبل با چند دستگاه اتوبوس و مینی‌بوس به داخل دانشگاه آورده شده بودند و خود را دانشجوی بسیجی معرفی می‌کردند به خشونت کشیده شد. هم‌زمان ضلع شمالی و غربی این دانشگاه در محدودهٔ بلوار وکیل آباد و بلوار باهنر در محاصره یگان ضربتی نیروی انتظامی قرار داشت و شاهدان عینی از چند مورد دستگیری در پارک ملت و بلوار باهنر خبر داده‌اند. در دانشگاه آزاد اسلامی مشهد اعتراضات دانشجویی منجر به دستگیری چند دانشجو از سوی حراست دانشگاه شد.[۵۵]
- کاشان: دانشجویان دانشگاه کاشان در شهر کاشان دست به تظاهرات اعتراض‌آمیز زدند.[۵۸]

در گرگان در روز ۱۳ آبان معترضین با سر دادن شعار یا حسین میر حسین در این راهپیمایی شرکت کردند که مورد حمله نیروهای امنیتی و بسیج و لباس شخصی قرار گرفتند (گفتی است نیروهای لباس شخصی در گرگان از جانب حوزه علمیه امام صادق که متعلق به علی طاهری نماینده مجلس این شهر می‌باشد و برادر کوچک ایشان که مدیریت این حوزه را بر عهده دارد حمایت می‌شوند) همچنین در روز۱۳ آبان تعدادی از معترضین توسط نیروی پلیس بازداشت شدند.

### در دیگر کشورها
- ایتالیا: در شهر رم ایتالیا، دانشجویان ایرانی مقیم رم در دانشگاه لا ساپینزا دست به تجمع اعتراضی زدند.[۵۹]
- انگلستان: در شهر لندن انگلستان، ایرانیان مقیم لندن در مقابل سفارت جمهوری اسلامی ایران در این شهر، دست به تظاهرات اعتراض‌آمیز زدند.[۶۰] این تجمع از ساعت ۱۸ تا ۲۱ در هوای بسیار سردی صورت گرفت که علاوه بر حضور معترضین ایرانی، معترضین غیر ایرانی نیز در آن حضور داشتند. همچنین این حاضرین با در دست داشتن عکس‌های میرحسین موسوی، مهدی کروبی، بازداشت شدگان و جانباختگان در این تجمع شرکت کرده بودند.[۶۱]

## حاشیه‌ها و تعرض به رهبران جنبش

### حمله به مهدی کروبی با گاز اشک‌آور
مهدی کروبی از نامزدهای معترض در میان شرکت کنندگان در تظاهرات در اطراف میدان هفت تیر مشاهده شد و توسط هوادران دولت مورد ضرب وشتم قرارگرفت. وی از سمت بزرگراه مدرس به سمت میدان هفت تیر حرکت می‌کرد که به علت استقبال مردم برای شرکت در راهپیمایی ۱۳ آبان و هم چنین ترافیک سنگینی که حاکم شده بود، کروبی ۵۰۰ متری میدان هفت تیر از خودروی خود پیاده شد.
به گفته سایت خبری گویا: «در ۱۰۰ متری میدان هفت تیر یگان ویژه و نیروهای ضد شورش مقابل او ایستادند و مانع از حرکت وی شدند. هم‌زمان درگیری بین آن‌ها و مردم رخ داد. در این هنگام چند گاز اشک آور به سوی کروبی پرتاب شد. یکی از گازهای اشک‌آور به سر محافظ کروبی خورد و سر وی شکافت و به بیمارستان منتقل شد و کروبی نیز بر اثر استشمام گاز اشک‌آور به زمین افتاد.»
محمد تقی کروبی، فرزند مهدی کروبی، به رسانه‌ها گفت: «آقای کروبی مطابق با وعده‌ای که به مردم داده بود، در راهپیمایی روز ۱۳ آبان حضور یافت و به سمت میدان هفت تیر حرکت کرد، اما متأسفانه نیروی انتظامی و بخش‌هایی از نیروهایی که در آنجا حضور داشتند مانع رفتن وی به میدان هفت تیر شدند و درگیری‌هایی نیز صورت گرفت.» محمد تقی کروبی اظهار داشت در نتیجه هجوم نیروها «دو محافظ آقای کروبی و شماری از مردم نیز زخمی شده‌اند.»
فرزند مهدی کروبی همچنین گفت که نیروی انتظامی «به صورت مستقیم به سوی آقای کروبی و اطرافیان وی گلوله گاز اشک‌آور شلیک کرده‌است» که یکی از محافظان وی بر اثر اصابت گلوله گاز اشک‌آور زخمی شده و به بیمارستان منتقل شد.» محمدتقی کروبی اظهار داشت که شورای امنیت کشور به آقای کروبی اطلاع داده بود که ممکن است در روز ۱۳ آبان علیه وی «عملیات انتحاری» صورت بگیرد و این شورا خواسته بود که در روز چهارشنبه مهدی کروبی در راهپیمایی شرکت نکند.
پس از این ماجرا دود غلیظی محوطه را پر کرد و کروبی و همراهان او به علت استشمام گازهای اشک‌آور مجبور شدند به ماشین‌های خود بازگردند. نیروهای لباس‌شخصی‌ها و مأموران نیروی انتظامی به خودروی کروبی حمله کردند و خودروی او به شدت آسیب دید.
به گفته فرزند مهدی کروبی، بر اثر تماس با گاز اشک‌آور، مهدی کروبی «تاحدودی» دچار ناراحتی پوستی شد. هرچند علی‌رغم این برخوردها آقای کروبی در میدان‌های دیگر به معترضان پیوست و حضور خود را در کنار مردم اعلام کرد. فرزند این نامزد معترض انتخابات همچنین تأکید کرد که آقای کروبی همچنان به «عهد» خود برای دفاع از حقوق مردم پای‌بند است. محمدتقی کروبی اعلام کرد که آقای کروبی آماده پرداخت هرگونه هزینه‌ای است و ابائی از دستگیری و موارد دیگر خواهد داشت.
محمدتقی کروبی تصریح کرد: «به نظر می‌رسد این بحث انتحاری از سوی نیروهای معاند و مخالف سیستم نباشد، بلکه از درون خود حکومت است که مردم را به دو دسته تقسیم کرده‌است، دسته‌ای که کاملاً امنیت دارند و دسته‌ای که در مقابل آن‌ها نیروی انتظامی و بخش‌های از حاکمیت قرار دارند.» محمدتقی کروبی دربارهٔ این حمله به مهدی کروبی گفت: «حادثه امروز از نظر ما تلاش درجهت ترور آقای کروبی بود و هر گونه مسئولیت این امر به عهده مقامات حکومتی است.» مهدی کروبی به تازگی نیز در جریان بازدید از نمایشگاه مطبوعات در تهران مورد حمله «حامیان محمود احمدی‌نژاد» قرار گرفت و «مهاجمان عمامه او را بر زمین انداختند.»

### حبس میرحسین موسوی در فرهنگستان هنر و ممانعت از حضور وی
نیروهای بسیج با محاصره منزل میرحسین موسوی دیگر نامزد معترض به انتخابات علیه او شعار سر دادند و مانع مشارکت او در تظاهرات امروز شدند.
به دنبال ممانعت نیروهای امنیتی از خروج میرحسین موسوی از محل کارش در فرهنگستان هنر در روز ۱۳ آبان، وی عملاً در حصر قرار گرفت. میرحسین موسوی قرار بود در راهپیمایی ۱۳ آبان که معترضان آن را به صحنه‌ای دیگر از نمایش اعتراض‌ها به نتایج انتخابات بدل کردند شرکت کند و اعلام شده بود که وی در خیابان طالقانی تهران به راهپیمایان خواهد پیوست.
با این حال آن طور که از تهران خبر می‌رسید، عده‌ای نیروی امنیتی موتورسوار با لباس شخصی با تجمع در برابر هر دو در ساختمان فرهنگستان هنر از خروج خودروی او ممانعت کرده و عملاً وی را در حصر قرار داده‌اند.

### ضرب و شتم شدید حبیب‌الله پیمان
حبیب‌الله پیمان، عضو کمیتهٔ رهبری «شورای فعالان ملی مذهبی» و از اعضای مؤسس «جنبش مسلمانان مبارز»، به همراه همسرش در راهپیمایی ۱۳ آبان توسط حامیان دولت، مورد ضرب و شتم شدید قرار گرفتند. به گزارش موج سبز آزادی به نقل از شاهدان عینی، حبیب‌الله پیمان و همسرش با باتوم به شدت مورد ضرب شتم قرار گرفت به نحوی که سر وی شکست، عینکش خرد شده و صورت او پر از خون شد.

## حمله به معترضان و پیامدهای آن

### آسیب‌دیدگان
- حبیب‌الله پیمان
- محافظان مهدی کروبی

### دستگیرشدگان
در جریان راهپیمایی این روز، صدها نفر از شرکت کنندگان دستگیر شدند. در میان دستگیرشدگان، حداقل ۹ فعال سیاسی نیز وجود داشتند. بیشتر بازداشت‌شدگان در خیابان‌های اطراف میدان‌های هفتم تیر و ولیعصر توسط نیروهای بسیجی دستگیر شدند. به گفته عزیزالله رجب‌زاده فرمانده نیوی انتظامی تهران بزرگ تعداد بازداشت‌شدگان ۱۰۹ نفر بود که ۴۷ نفر تا روز ۱۶ آبان با قرار کفالت آزاد شدند. اما «واحد زندانیان مجموعهٔ فعالان حقوق بشر در ایران» تعداد بازداشت شدگان روز ۱۳ آبان در تهران را دست کم ۴۰۰ تن اعلام می‌کند که به بندهای ۲۴۰ و قرنطینهٔ اندرزگاه ۷ زندان اوین منتقل شده‌اند.
در میان دستگیرشدگان نام حداقل چهار خبرنگار به چشم می‌خورد؛ فرهاد پولادی، گزارشگر خبرگزاری فرانسه در تهران، «نیلز کروگسگارد» روزنامه‌نگار دانمارکی، ۲ خبرنگار کانادایی و ژاپنی و یک خبرنگار ایرانی یکی از شبکه‌های ماهواره‌ای که همگی به دلیل نداشتن مجوز اطلاع‌رسانی از این مراسم بازداشت شدند. خبرنگاران اجازه نداشتند از تظاهرات اعتراضی در این روز گزارش تهیه کنند. با وجود این، خبرهای اعتراضات در سطح جهانی بازتاب یافت. محمد ستاری‌فر، رئیس سازمان مدیریت و برنامه‌ریزی دولت خاتمی هم در راه رفتن به مغازه خیاطی به مدت سه ساعت توسط لباس‌شخصی‌ها بازداشت و بازجویی شد.
همچنین در بامداد ۱۴ آبان نیروهای امنیتی و انتظامی با شماری از خانواده‌های بازداشت‌شدگان تجمع روز ۱۳ آبان در برابر بازداشتگاه وزرا تهران برخورد کردند. بیش از ۵۰ نفر از خانواده‌های دستگیرشدگان مراسم ۱۳ آبان، بامداد ۱۴ آبان برای پیگیری وضعیت فرزندانشان در برابر بازداشتگاه وزرا تجمع کردند و مانع از حرکت اتوبوسی که قصد انتقال بازداشت‌شدگان به زندان اوین را داشت، شدند.
به گزارش کمیته گزارشگران حقوق بشر، شمار زیادی از بازداشت‌شدگان تظاهرات ۱۳ آبان به بند ۲۰۹ زندان اوین منتقل شدند. این وب‌سایت از قول شاهدان عینی گزارش می‌دهد که از غروب روز ۱۳ آبان، اتوبوس و ون‌های حامل بازداشت‌شدگان، وارد زندان اوین شده و تعدادی زیادی از آنان به بندهای ۲۴۰ و ۲۰۹ اوین منتقل شده‌اند.

#### دختران بازداشت شده
ده‌ها دختر دستگیرشده در تظاهرات، به مکان نامعلومی انتقال داده شده‌اند. در حالی که به گفته شاهدان، در میان صدها تنی که در تظاهرات روز ۱۳ آبان بازداشت شده‌اند، تعداد زیادی دختر وجود داشتند، مکان نگهداری آنان مشخص نشد. به گفته شاهدان دست کم یک اتوبوس پر از دختران بازداشت شده از خیابان بهار تهران به مکان نامعلوم برده شد، و ده‌ها دختر دیگر نیز در خیابان‌ها و کوچه‌های دیگر بازداشت شدند.
نگرانی از وضعیت زنان و دختران بازداشت شده از آن رو بیشتر بود که تهران روز چهارشنبه شاهد برخورد بسیار خشن نیروهای یگان ضد شورش و بسیج با مردم بود و تصاویر ویدیوئی منتشر شده خبر از صورت پذیرفتن بخش بزرگی از این خشونت‌ها علیه بانوان داشت.
این در حالی بود که خانواده‌های دختران بازداشت شده با وجود پیگیری‌های مختلف اطلاعی از محل نگهداری نزدیکان خود پیدا نکردند. ابتدا گفته شد که دختران بازداشتی به پایگاه مقداد در خیابان آزادی منتقل شده‌اند اما پس از پیگیری این مسئله تکذیب شد. همچنین از بازداشتگاه‌های خیابان وزرا، خیابان شاهپور و پلیس امنیت و زندان اوین به عنوان محل نگهداری دختران دستگیرشده یاد می‌شود اما در هیچ‌یک از این محل‌ها پاسخ روشنی به خانواده‌های دختران بازداشت شده داده نشده و بر نگرانی خانواده‌ها دامن زد. مهدی کروبی پیش از این از آزار جنسی برخی بازداشت شدگان رویدادهای پس از انتخابات خبر داده بود.

#### فعالان سیاسی بازداشت شده
در میان دستگیرشدگان، حداقل ۹ فعال سیاسی نیز وجود داشتند. بنا بر آخرین گزارش‌ها در تظاهرات روز ۱۳ آبان علی ملیحی و حجت شریفی، دو عضو سازمان ادوار تحکیم وحدت و نفیسه زارع کهن، روزنامه‌نگار و وحیده مولوی عضو گروه میدان زنان بازداشت شدند.
همچنین به گزارش خبرنامه امیرکبیر، علی مشمولی از اعضای شورای عمومی انجمن اسلامی صنعتی اصفهان در جریان درگیری‌های ۱۳ آبان در دانشگاه اصفهان بازداشت شد.
این در حالی است که روز قبل از ۱۳ آبان نیز حسن اسدی زیدآبادی دبیر کمیته حقوق بشر سازمان ادوار تحکیم وحدت، محمد صادقی عضو شورای مرکزی این سازمان، محمد هاشمی، عضو شورای مرکزی دفتر تحکیم وحدت در منازلشان بازداشت شد.
حسین حاجبیان و حجت‌الله شریفی، از اعضای جبهه مشارکت ایران اسلامی نیز بازداشت شدند.
به گزارش ادوارنیوز، سید کوهزاد اسماعیلی، مسئول شاخه گیلان سازمان دانش آموختگان ایران (ادوار تحکیم وحدت) نیز روز ۱۳ آبان از طرف اداره کل اطلاعات استان دستگیرشده‌است.

## محدودیت‌های هم‌زمان با تظاهرات

### محدودیت‌ها وسانسور اینترنتی
- قطع پروتکل‌های ارتباطی اینترنت: به گزارش سایت رویداد «بسیاری از پروتکل‌های ارتباطی اینترنت در تهران قطع شده‌بود.» از میان این پروتکل‌ها باید به POP3, VPN و https اشاره کرد. همچنین سرویس ایمیل گوگل و مسنجر گوگل متکی به پروتکل ارتباطی https هست از صبح امروز در بسیاری از آی‌اس‌پی‌های شهر از کار افتاد.[۷۶]
- روشی جدید برای سانسور سایت‌های خبری: به گزارش رویداد «یک کارشناس آی تی و فعال ضد فیلترینگ گفت کودتاگران در اقدامی جدید آی‌پی سایت‌های خبری از جمله «موج سبز آزادی»، «کلمه» و چند سایت خبری دیگر را مسدود نموده‌اند.» سانسورچیان با آزاد گذاشتن آدرس‌های اینترنتی این سایت‌ها برای خواندن اطلاعات از روی کشهای قدیمی روی سرور فیلترینگ شده امکان دستیابی به اخبار جدید را غیرممکن نموده‌اند. تنها راه مشاهده خبرهای تازه سایت‌های خبری استفاده از فیلتر شکن می‌باشد.[۴۷] به ادعای سایت موج سبز آزادی، بازدیدکنندگان با وارد کردن آدرس «www.mowjcamp.ws» به پایگاه اینترنتی جعلی «جنبش سبز نبوی» هدایت می‌شوند. به نوشتهٔ سایت موج سبز آزادی «با یک بررسی فنی در مورد این آی پی، رد پای صدا و سیمای ایران و مؤسسه سروش رسانه در این اقدام» مشخص می‌شود.[۷۷]
- توقف انتشار خبر در خبرگزاری ایلنا به دلیل قطع اینترنت: همچنین به دلیل قطع اینترنت، انتشار اخبار در خبرگزاری ایلنا متوقف شد. به گزارش پارلمان‌نیوز «در پی قطع اینترنت در حوالی میدان انقلاب تهران، اینترنت خبرگزاری ایلنا نیز قطع شد.» مسئولان خبرگزاری ایلنا دلیل توقف انتشار خبر در این خبرگزاری را قطع اینترنت عنوان کردند و تأکید کردند بلافاصله بعد از رفع مشکل اینترنت انتشار اخبار از سر گرفته می‌شود.[۷۸]
- قطع سرویس‌های ایمیل و پیام‌رسان: امکان استفاده از برخی از سرویس‌های عمومی و رایگان پست الکترونیک و پیام‌رسان در برخی از سرویس دهندگان اینترنت (ISP) و سرویس دهندگان اینترنت پرسرعت (ADSL) با اختلالاتی مواجه شد. به گزارش آژانس خبری فناوری اطلاعات و ارتباطات (ایستنا) استفاده از سرویس‌های عمومی ایمیل نظیر یاهو، Gmail و همچنین اتصال به سرویس‌های پیام‌رسان مرسوم نظیر یاهو مسنجر و Gtalk در برخی از سرویس دهندگان اینترنت با اختلالات شدیدی مواجه شد. به گزارش ایستنا در بخش پشتیبانی مشترکین وب سایت یکی از شرکت‌های ارائه دهنده خدمات اینترنت پرسرعت ADSL این پیام درج شده بود: «در حال حاضر افت سرعت شدید در مشاهده ایمیل‌ها و مسنجرها از سمت مخابرات وجود دارد و زمانی برای رفع آن اعلام نشده‌است.»[۷۹]

### محدودیت‌های ترابری و حمل‌ونقل
ایستگاه‌های متروی «هفت تیر»، «طالقانی»، «دروازه دولت» و «فردوسی» در روز ۱۳ آبان، تا پایان مراسم راهپیمایی بسته بود. به گزارش ایلنا، از ساعات اولیه صبح ۱۳ آبان، در همه ایستگاه‌های متروی تهران اعلام می‌شود که قطارهای مترو در ایستگاه‌های «هفت‌تیر»، «طالقانی»، «دروازه دولت» و «فردوسی» به دستور مقامات مسوول، توقف ندارد و این شرایط تا پایان مراسم ۱۳ آبان ادامه دارد. تعدادی از شهروندان که بی‌اطلاع از تعطیلی ایستگاه‌های مذکور با درهای بسته مواجه شده بودند از نبود اطلاع‌رسانی به موقع در این باره انتقاد کردند.
به نقل از روزنامه اعتماد، ترافیک محسوسی در روز ۱۳ آبان بیشتر مناطق تهران را دربرگرفت که دامنه آن به خیابان شریعتی و سیدخندان هم کشیده شد.

### محدودیت‌های مخابراتی و ارتباطی
گزارش‌ها از تهران همچنین حاکی از اختلال در شبکه تلفن همراه در مناطق مرکزی تهران بود. به نقل از روزنامه اعتماد، تلفن‌های همراه تا ساعت‌ها در مناطق مرکزی شهر قطع بودند.

## بازتاب در رسانه‌ها
درگیری شدید میان مخالفان دولت و نیروهای امنیتی در روز ۱۳ آبان در شهرهای مختلف ایران بازتاب وسیعی در رسانه‌های جهان داشت و روزنامه‌ها و تلویزیون‌های آمریکا، بریتانیا و جهان عرب به بازتاب اخبار و تحلیل تحولات این روز پرداختند.

### رسانه‌های غربی
رسانه‌های آمریکایی با پوشش وسیع رویدادهای روز چهارشنبه ایران و درگیری میان معترضان با پلیس ضد شورش، تحلیل‌های خود را پیرامون وقایع چند ماهه گذشته و همچنین گسترش نا آرامی‌ها به شهرهای مختلف ارائه کردند.
روزنامه «نیویورک تایمز» در شماره روز چهارشنبه خود نوشت: «بحران سیاسی که به دنبال انتخابات خرداد ماه گذشته آغاز شد، نشان می‌دهد که قدرت سیاسی در ایران تا چه حد دگرگون شده و سیاست تا چه میزان رشد کرده‌است.»
روزنامه آمریکایی «لس آنجلس تایمز» در گزارشی از روز ۱۳ آبان از یک زن حاضر در تظاهرات نقل می‌کند که گفته‌است: «یک پلیس به شدت با باتوم مرا مورد ضرب و شتم قرار داد و این در حالی بود که پلیس دیگر از روی ترحم درخواست می‌کرد که همکار وی، کتک زدن مرا متوقف کند.»
روزنامه «وال استریت ژورنال» نیز این شعار تظاهر کنندگان را مورد توجه قرار داده‌است که خطاب به ریس جمهور آمریکا گفته‌اند: «اوباما، اوباما، یا با ما یا با اونا». به گفته این روزنامه، چنین شعاری یک پیام به آقای اوباما است. به گفته این روزنامه، جمهوری اسلامی ماه‌ها است که تلاش می‌کند تا بر نا آرامی‌های در حال غلیان سرپوش بگذارد ولی رهبران مخالفان، به نحو فزاینده‌ای مراسم مختلف دولتی از جمله «روز قدس» را مصادره کرده و از آن برای سرازیر شدن به خیابان‌ها و بیان اعتراض‌های خود استفاده می‌کنند.
شبکه‌های تلویزیونی سراسری آمریکا، نیز صحنه‌هایی از تظاهرات و شعارهای «ضد دیکتاتوری» معترضان را که از طریق شهروندان ایرانی دریافت کرده‌اند، برای میلیون‌ها بیننده خود پخش کردند.
روزنامه بریتانیایی «گاردین» نیز در گزارشی با عنوان «معترضان مراسم سی امین سالگرد اشغال سفارت آمریکا را مصادره کردند» به «لگد مال» کردن پوستری از آیت‌الله علی خامنه‌ای، رهبر جمهوری اسلامی، از سوی تظاهر کنندگان ۱۳ آبان اشاره کرده و خشونت به کار گرفته شده علیه معترضان را بی‌سابقه دانست. این روزنامه می‌نویسد: «شاهدان گفته‌اند رفتار نیروهای امنیتی نسبت به ماه سپتامبر (روز قدس) وحشیانه تر شده‌است.»
روزنامهٔ آلمانی Zeit نیز در خبری که به مناسبت ۱۳ آبان منتشر کرد نوشت: «۶ هفته پیش فعالان جنبش سبز روز قدس را که خمینی پایه‌گذار آن بود، به نفع خود تغییر دادند. اینبار رژیم با ۱۰۰۰۰۰ نفر نیرو انتظامی و گارد ویژه، در سالگرد سییوم تسخیر سفارت آمریکا، نخواست که دوباره کنترل از دستشان برود.» این روزنامه ادامه داد: «با این حال دها هزار جوان در مرکز شهر ساعت‌ها با پلیس و مأموران اطلاعات موش و گربه بازی کردند. در درگیریهای خیابانی مأموران امنیتی از باتوم و گاز اشکور استفاده کردند. سوار بر موتور به شکار مخالفان رژیم رفتند.»
همچنین روزنامه‌های «یواس‌تودی» چاپ آمریکا، «لاوانگاردیا» چاپ اسپانیا، «دراستاندارد» چاپ اتریش، «واشینگتن پست» چاپ آمریکا، «لااستامپا» چاپ ایتالیا، «وال‌استریت جورنال» چاپ آمریکا، «پوبلیکو» چاپ پرتغال، «لیدووه نوینی» چاپ جمهوری چک نیز در صفحهٔ اول خود به تظاهرات اعتراضی مردم ایران در ۱۳ آبان پرداختند.

### رسانه‌های عرب‌زبان
از سوی دیگر، رسانه‌های عرب زبان نیز به پوشش اخبار درگیری‌های روز ۱۳ آبان پرداخته و بخش عمده‌ای از گزارش‌های خود را به ایران اختصاص دادند.
شبکه تلویزیونی «العربیه» در گزارش‌های خود اعلام کرد: «نیروهای پلیس با هواداران میر حسین موسوی در خیابان‌های تهران درگیر شده و عده‌ای و از آن جمله یکی از خویشاوندان «ندا آقا سلطان» توسط نیروهای امنیتی دستگیرشده‌اند.»
تلویزیون الجزیره عربی و انگلیسی نیز در بخش‌های مختلف خبری خود درگیری‌های روز چهارشنبه تهران را در صدر خبرهای خود پوشش دادند.
روزنامه «الشرق الاوسط»، چاپ لندن نیز نوشت: «رهبران کنونی ایران همان اشتباهی را می‌کنند که حکومت شاه در پایان کار خود انجام داد و آن عدم توجه به خواسته‌های میلیون‌ها ایرانی است.»
همچنین روزنامهٔ «النهار» چاپ لبنان نیز در صفحهٔ اول خود به تظاهرات اعتراضی مردم ایران در ۱۳ آبان پرداخت.

### دیگر رسانه‌ها
رادیو و تلویزیون دولتی ترکیه با اشاره به حوادث ۱۳ آبان گزارش داد که اعتراضات انتخاباتی در ایران که از ماه ژوئن آغاز شده، همچنان ادامه دارد. در گزارش رادیو و تلویزیون دولتی ترکیه آمده‌است «تظاهرات معترضین علیه نتایج انتخابات دهمین دور ریاست جمهوری در ایران که از ماه ژوئن شروع شده همچنان ادامه دارد… بر اساس گزارش‌ها رسیده، پلیس شهر تهران با طرفداران میر حسین موسوی رهبر اصلاح طلب در گیر شده‌است.»
روزنامهٔ «استار» کشور مالزی گزارشی را با تیتر «درتهران طرفداران موسوی و پلیس درگیر شدند» منتشر کرد. در این گزارش آمده‌بود: «عصر دیروز جمعیت پراکنده شدند اما پلیس و نیروهای بسیج در خیابان‌ها مستقر بودند. به گزارش وب‌سایت موج، ۲۳ شرکت‌کننده در تظاهرات تهران و رشت دستگیر شدند. پیش از این راهپیمایی، موسوی و کروبی – دو نامزد اصلاح‌طلب- مردم را به رفتن به خیابان‌ها تشویق کرده بودند. این تظاهرات در حالی رخ داد که چند روز پیش رهبر ایران زیر سؤال بردن صحت انتخابات را جرم برشمرد.»
روزنامه یومیوری کشور ژاپن، که بزرگ‌ترین روزنامهٔ این کشور می‌باشد روز پنجشنبه گزارش داد که رژیم حاکم بر ایران که نگران گسترده‌تر شدن تظاهرات مردمی علیه خود است، در روز ۱۳ آبان هزاران نیروی امنیتی را در تهران مستقر کرده‌است. این روزنامه نوشت که «در میدان هفت تیر ایرانیان تظاهرکننده شعار مرگ بر دیکتاتور می‌دادند که منظور آن‌ها خامنه‌ای رهبر انقلاب بوده‌است.» رسانه‌های دیگر ژاپنی نیز به بازتاب تظاهرات اعتراض‌آمیز مردم ایران علیه حکومت در روز ۱۳ آبان پرداختند.
همچنین روزنامهٔ «بوئنوس‌آیرس هرالد» چاپ آرژانتین نیز در صفحهٔ اول خود به تظاهرات اعتراضی مردم ایران در ۱۳ آبان پرداخت.
روزنامهٔ کیهان یک روز پس از تأیید بازداشت ۱۰۹ نفر توسط نیروی انتظامی در سرمقاله خود تعداد تجمع‌کنندگان ۱۳ آبان را کمتر از ۱۰۰ نفر اعلام کرده و نوشته‌است: «تعداد افرادی که روز ۲۵ خرداد به خیابان آمدند مضربی از هزار بود، این تعداد در روز قدس به مضربی از صد کاهش یافت و عدد حاضران در روز ۱۳ آبان را فقط می‌توان به شکل مضربی از ده محاسبه کرد.»

## واکنش‌ها و اظهارات دربارهٔ تظاهرات
کاخ سفید واشینگتن، وزیر خارجه فرانسه و رئیس حزب سبزهای آلمان، نسبت به سرکوب معترضان در روز ۱۳ آبان واکنش نشان‌دادند. کاخ سفید آرزو کرد که خشونت در ایران تشدید نشود. رئیس حزب سبزهای آلمان نیز با مردم ایران اعلام همبستگی کرد.
- کاخ سفید واشینگتن، در نخستین ساعات بعد از ظهر چهارشنبه (۱۳ آبان) با ابراز نگرانی نسبت به اوضاع ایران ابراز امیدواری کرد که دامنه خشونت در ایران گسترش نیابد.[۹۲]
- برنارد کوشنر وزیر خارجه فرانسه نیز در تماس با خبرنگاران از این که پلیس در تهران به تظاهرکنندگان حمله کرده‌است ابراز تاسف کرد. وی گفت: «این اقدام، به وجهه دولت ایران آسیب بیشتری وارد می‌کند. دولتی که در داخل به نیروهای داخلی فشار می‌آورد و در خارج نیز از سیاست گفتگو می‌پرهیزد.»[۹۲]
- خانم کلاودیا روت رئیس حزب سبزهای آلمان، بعد از ظهر چهارشنبه (۱۳ آبان) با صدور بیانیه‌ای، ادامه اعتراضات را نشانه بحرانی دانست که رهبری غیردموکراتیک ایران به آن دامن زده‌است.[۹۲]
- کمپین بین‌المللی حقوق بشر در ایران نیز با انتشار بیانیه‌ای ضمن محکومیت «خشونت وحشیانه» در ۱۳ آبان، اعلام کرد که نیروهای امنیتی و شبه‌نظامی روز چهارشنبه بر خلاف معیارهای بین‌المللی برای پراکنده کردن مردم معترض به خشونت‌های وحشیانه متوسل شدند که منجر به زخمی شدن تعدادی از مردم شده‌است.[۵۶]